# Ray Henderson

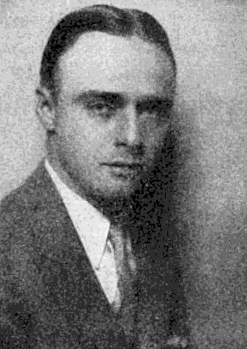
Ray Henderson (1928)

Ray Henderson (* 1. Dezember 1896 in Buffalo (New York); † 31. Dezember 1970 in Greenwich (Connecticut)) war ein US-amerikanischer Songwriter, Pianist, Produzent und Komponist der Tin Pan Alley, für den Broadway und Film.

## Wirken
Henderson studierte am Konservatorium in Chicago und war danach Pianist in Tanzbands und Arrangeur in New Yorker Verlagshäusern für populäre Vaudeville-Musik. 1925 bis 1930 bildete er ein Songwriter-Team mit Lew Brown und Buddy DeSylva. Ihren Musikverlag verkauften Henderson, Brown und DeSylva 1929, als sie nach Hollywood zu Fox gingen. Ihr erster Film war The Singing Fool mit Al Jolson (mit den Hits Sonny Boy, It All Depends on You) und 1930 folgte Say It with Songs ebenfalls mit Al Jolson (mit Little Pal, Sunny Side Up). Die Zusammenarbeit mit DeSylva und Brown wurde 1956 in Fanfaren der Freude (The Best Things in Life Are Free) verfilmt. 1931 verließ DeSylva das Team und Henderson arbeitete bis 1933 mit Brown weiter. Später arbeitete er mit Sam M. Lewis, Joe Young, Billy Rose, Mort Dixon, Jack Yellen und Irving Caesar.
Am Broadway hatte er Erfolge unter anderem mit George White’s Scandals (zuerst 1925), Good News, Hold Everything !, Follow Thru (1930 auch verfilmt als Just Imagine), Three Cheers, Flying High, Say When (1934, komponiert mit Ted Koehler) und den Ziegfeld Follies von 1943.
Zu seinen Songs gehören That Old Gang of Mine, Alabamy Bound, Annabelle, Bye Bye Blackbird (1925), I’m Sitting on Top of the World (1925), The Best Things in Life Are Free, The Birth of the Blues (1926), Button Up Your Overcoat, You Are My Lucky Star, The Varsity Drag (1927), Five Foot Two, Eyes of Blue, I’m a Dreamer, Aren’t We All, (Keep Your) Sunny Side Up (1929), The Thrill is Gone, Life is Just a Bowl of Cherries (1931).
1942 wurde er einer der ASCAP-Direktoren, was er bis 1951 blieb.
Eine Revue seiner Musik (It’s the Cherries) wurde 2000 in New York City aufgeführt (American Composer Series).
Henderson wurde in die Songwriters Hall of Fame aufgenommen.